# Paulo Sérgio Almeida
Paulo Sérgio Almeida (Petrópolis, 28 de abril de  1945 – 14 de agosto de 2025) foi um diretor e produtor de cinema brasileiro.

## Carreira

### No cinema

#### Como diretor
- Inesquecível (2007)
- Xuxa e os Duendes 2 - No caminho das Fadas (2002)
- Xuxa e os Duendes (2001)
- Xuxa Popstar (2000)
- Sonho de Verão (1990)
- Banana Split (1988)
- Beijo na Boca (1982)
- Sobrenatural de Almeida (1981)
- Dá-lhe Rigoni (1980)

#### Como assistente de diretor
- Eu Te Amo (1981)
- Os Sete Gatinhos (1980)
- A Batalha dos Guararapes (1978)
- Na Ponta da Faca (1977)
- Xica da Silva (1976)
- Pecado Mortal (1970)

#### Como produtor
- Areias Escaldantes (1985)